# Ruta de Illinois 177
La Ruta de Illinois 177, y abreviada IL 177 (en inglés: Illinois Route 177) es una carretera estatal estadounidense ubicada en el estado de Illinois. La carretera inicia en el sur desde la IL 13  , IL 158 , IL 159  en Belleville hacia el norte en la US 51     en Irvington. La carretera tiene una longitud de 76,6 km (47.59 mi).

## Mantenimiento
Al igual que las autopistas interestatales, y las rutas federales y el resto de carreteras estatales, la Ruta de Illinois 177 es administrada y mantenida por el Departamento de Transporte de Illinois por sus siglas en inglés IDOT.

## Cruces
La Ruta de Illinois 177 es atravesada principalmente por la  I 64     en Okawville.